# Name Server Daemon
Name Server Daemon (NSD) est un serveur DNS tournant sur systèmes de type Unix. Développé à l'origine avec le soutien du RIPE-NCC, il est actuellement maintenu par le NLnetLabs.
Contrairement au serveur BIND, bien plus connu, NSD ne sert que de serveur faisant autorité : il peut servir des zones DNS, mais pas interroger d'autres serveurs.
La racine du DNS (via le serveur k.root-servers.net) et plusieurs gros ccTLD comme .fr ou .de utilisent NSD pour tout ou partie de leurs serveurs.